# UTC−1
| Ora standard (tot anul) Ora standard (iarna din emisfera nordică) Ora standard (iarna din emisfera sudică) | Regiune maritimă în acest fus orar Ora de vară (vara din emisfera nordică) Ora de vară (vara din emisfera sudică) |

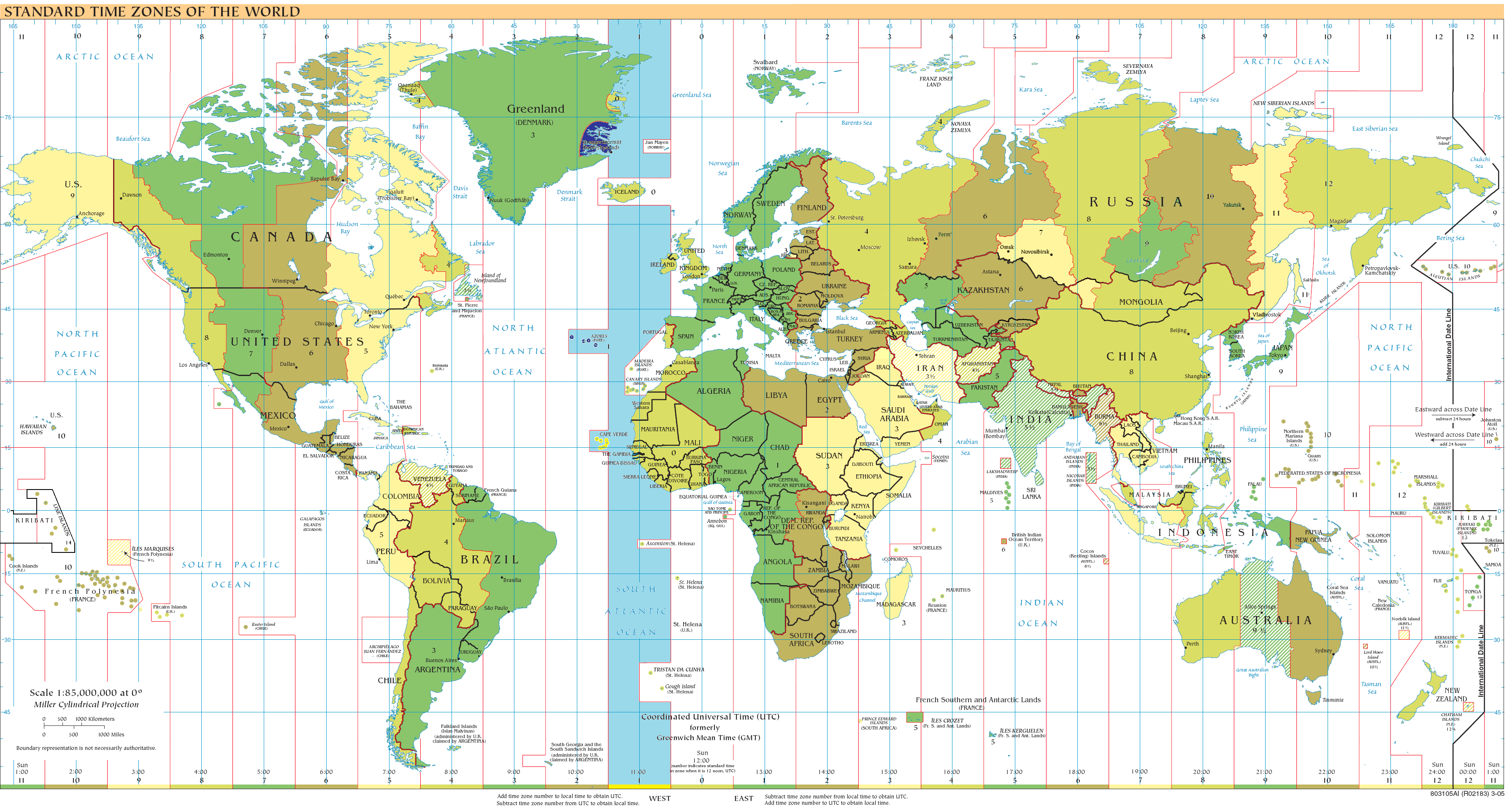
Utilizarea fusului orar UTC−1:

UTC−1 este un fus orar aflat cu 1 oră după UTC. UTC−1 este folosit în următoarele țări și teritorii:

## Ora standard (tot anul)
- Capul Verde

## Ora standard (iarna din emisfera nordică)
- Danemarca
  -  Groenlanda (Ittoqqortoormiit și zona înconjurătoare)
- Portugalia
  -  Insulele Azore

În vara aceste regiuni folosesc fusul orar UTC±0.